# گوریتیک
گوریتیک (به لاتین: Gowritik) یک منطقهٔ مسکونی در افغانستان است که در ولایت بدخشان (افغانستان) واقع شده‌است.